# Up in the Air
Up in the Air er en amerikansk dramakomediefilm fra 2009. Filmen er instrueret af af Jason Reitman, der også har produceret filmen i sammen med sin far Ivan Reitman og skrevet manuskriptet sammen med Sheldon Turner. Up in the Air er baseret på romanen af samme navn af Walter Kirn fra 2001. Filmen har bl.a. George Clooney, Vera Farmiga, Anna Kendrick og Jason Bateman på rollelisten.

## Medvirkende
- George Clooney
- Vera Farmiga
- Anna Kendrick
- Jason Bateman
- Danny R. McBride
- Melanie Lynskey
- Amy Morton
- Sam Elliott
- J.K. Simmons
- Zach Galifianakis
- Tamala Jones
- Chris Lowell
- Adam Rose
- Dave Engfer
- James Anthony

## Ekstern henvisning
- Up in the Air på Internet Movie Database (engelsk)
- Up in the Air på Filmdatabasen
- Up in the Air på Scope
- Up in the Air i Svensk Filmdatabas (svensk)
- Up in the Air på AlloCiné (fransk)
- Up in the Air på MovieMeter (nederlandsk)
- Up in the Air på AllMovie (engelsk)
- Up in the Air hos American Film Institute (engelsk)
- Up in the Airs profil hos Encyclopædia Britannica Online (engelsk)
- Up in the Air på Turner Classic Movies (engelsk)